# 傅其芳

傅其芳

傅其芳（1923年—1968年4月16日），浙江宁波鄞县五乡镇人，男子乒乓球運動員、乒乓球教练员。曾担任中国国家队乒乓球教练，被认为对中国乒乓球运动的发展做出了相当的贡献。与容国团、姜永宁并称当代中国的「乒坛三杰」。

## 生平

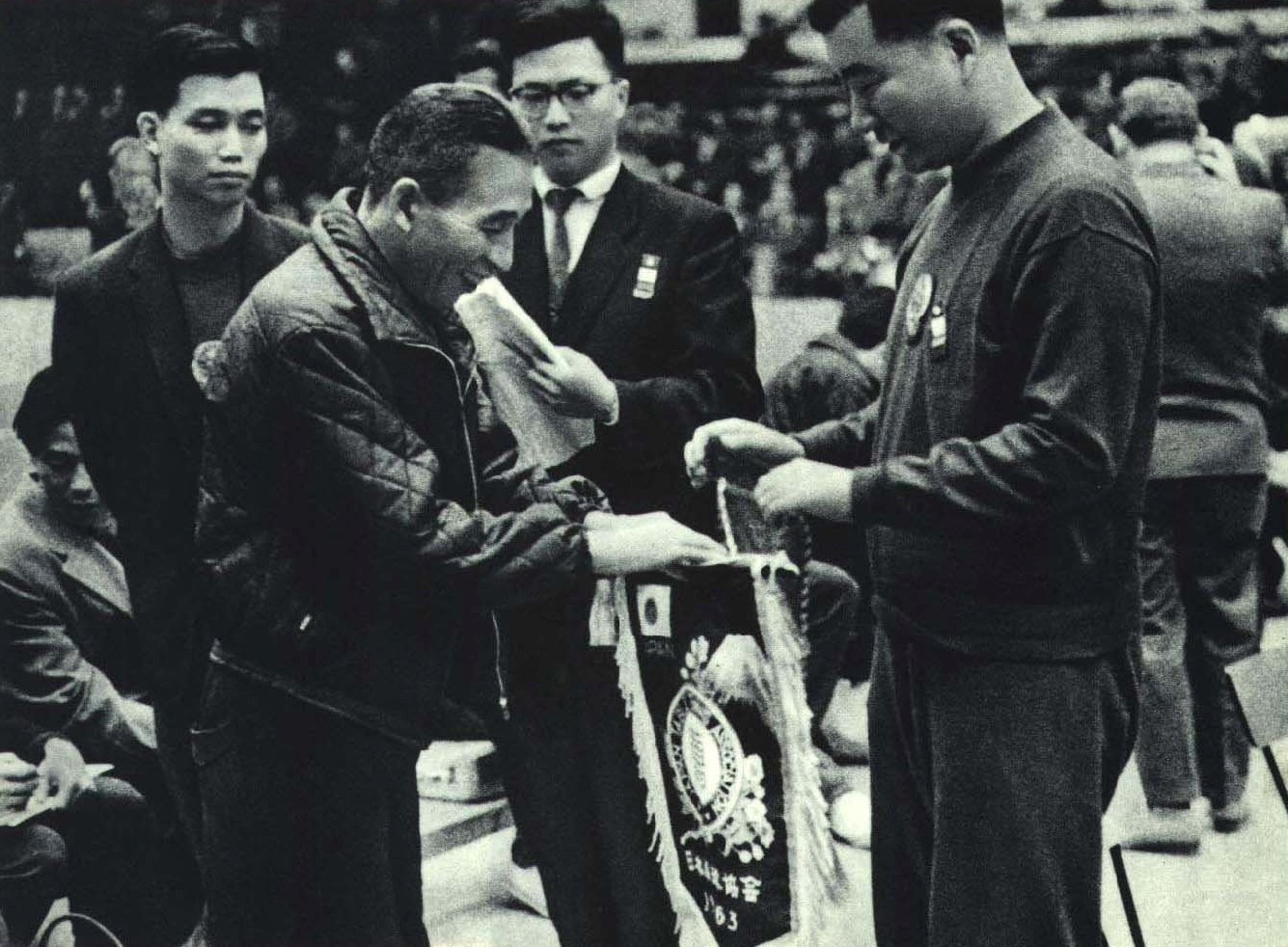
1963年中日乒乓球比赛前教练傅其芳、谷川互换队旗

傅其芳出生在浙江宁波，小学时即开始了乒乓球的训练，得过多次地方冠军，后因生活所迫，辗转到达英屬香港，以打球为生。
1949年，傅其芳到香港定居。
1953年春天，傅其芳从香港返回中国大陸，时任中华人民共和国国务院副总理贺龙特批其月薪为200元，在当时属于相当高的水平。
文化大革命期間，傅其芳被指為中国国民党反共组织三青团的特务而遭到批斗，1968年4月16日，他忍受不住政治迫害，在北京体育馆自缢身亡。
1978年春天，傅其芳得到平反。
1985年起，中国乒乓球协会牽頭舉辦「三英杯」乒乓球賽，以紀念傅其芳。

## 对中国乒乓球的影响
曾提出的“练为战，不为看”的原则后来成为中国乒乓球队的训练传统。对中国乒乓球选手提出的区别于欧洲打法的使用快速进攻，在前三板制约对手的理论，被沿用下来并得到不断发展，“前三板”成为中国乒乓球一时的特色。

## 奖项
- 运动员时期
  - 1954年，在布达佩斯世界大学生夏季运动会乒乓球比赛中，获男子单打冠军，并与王传耀合作获得双打第三名。
  - 1957年3月，在斯德哥尔摩第24届世界乒乓球锦标赛上，作为主力队员，在团体分组赛中获全胜，从而帮助了中国男队最终获得团体第三名。
- 教练员时期
  - 多特蒙德第25届世界乒乓球锦标赛中，指导容国团夺得了男子单打冠军
  - 1961年，北京第26届世界乒乓球锦标赛中，率中国国家队赢得男子团体冠军（斯韦思林杯）。
  - 第27届和第28届世界乒乓球锦标赛上，率中国队蝉联男子单打和男子团体世界冠军。
  - 1961年、1963年，两次被中国国家体委授予体育运动荣誉奖章。
  - 1984年，被评为中华人民共和国成立三十五年来杰出教练员之一。
  - 1989年，被评为中华人民共和国成立四十年来杰出教练员之一。

## 其他曾担任工作
中国乒乓球协会副主席（1964年起）、中國人民政治協商會議第四届全國委員會委員（1964年）

## 出版物
- 《乒乓球训练法》（与梁焯辉合作）